# شولاميت كاتسنيلسون
شولاميت كاتسنلسون Shulamit Katznelson (1919–1999) كانت معلمة إسرائيلية رائدة، أسست مدرسة "أولفان عكيفا"، للجمع بين اليهود والعرب من خلال الدراسة المتبادلة للغتين العربية والعبرية.
حصلت على جائزة إسرائيل في عام 1986 لجهودها في تحسين العلاقات بين العرب واليهود.

## حياتها
ولدت شولاميت كاتسنلسون في جنيف بسويسرا في 17 أغسطس 1919 لعائلة سياسية بارزة. فوالدتها باتشيفا كاتسنلسون كانت عضوًا في الكنيست، وكان عمها زلمان شازار الرئيس الثالث لإسرائيل. وكان والدها الدكتور روفين كاتسنلسون معروفًا أيضًا بأبحاثه في مجال الصحة العامة والعمل الاجتماعي.  وفي عام 1921 هاجرت مع عائلتها إلى فلسطين. والتحقت بالمدرسة الثانوية ثم كلية المعلمين في القدس، وحصلت على درجة الماجستير في العمل الاجتماعي في جامعة ميشيغان في آن أربور. 
وفي عام 1951 أسست أولفان عكيفا، وهي مدرسة داخلية للغات في نتانيا في إسرائيل . وكانت واحدة من أول ثلاثة مدارس شبيهة لتعليم اللغة العبرية للمهاجرين الجدد في إسرائيل.  وأمضت ما يقرب من 50 عامًا في إدارة المدرسة، حيث يشجعون اليهود والعرب على التعرف على بعضهم البعض، والتحدث بلغة بعضهم البعض، والتعرف على تاريخ وثقافة بعضهم البعض.  وطور العديد من الطلاب من خلفيات مختلفة صداقات مدى الحياة في المدرسة. 
وتوفيت بنوبة قلبية في منزلها في نتانيا في 6 أغسطس 1999. 

## جوائز
لجهودها في تحسين العلاقات اليهودية العربية، حصلت على جائزة إسرائيل في عام 1986 وهي أعلى وسام في البلاد. كما حصلت على جائزة رئيس الكنيست عام 1983، ورشحت لجائزة نوبل للسلام عامي 1992 و1993. 